# 노자공
노자공(路子工, ?~?)은 백제의 정원사이다.

## 생애
왜에 파견된 백제의 조원사로서 궁궐 및 연못의 조영수법(造營手法)이 뛰어났다고 한다. 왜국에 가서 궁실 남정(南庭)에 수미산(須彌山)을 쌓아올리고 구레하시(吳橋)를 만들게 했으며, 612년에 왜로 귀화했다.